# Abdel Moneim Abul Futuh

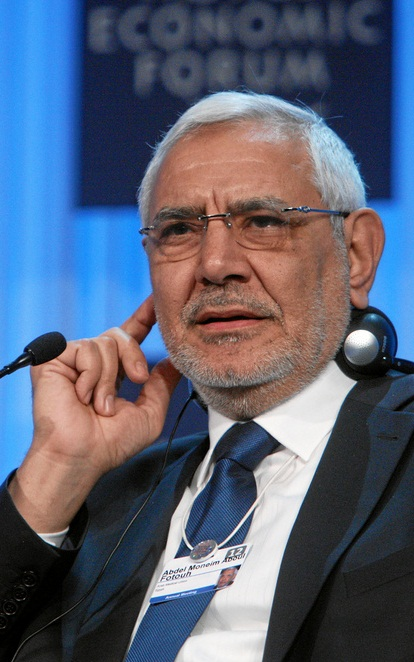
Dr. Abdel Moneim Abdul Futuh.

Dr. Abdel Moneim Aboul Fotouh Abdel Hady (en árabe: عبد المنعم ابو الفتوح عبد الهادي‎, ʕæbdelˈmenʕem abu lfʊˈtuːħ ʕæbdelˈhæːdi o ʕæbdelˈmonʕem) (15 de octubre de 1951), médico y político egipcio.

## Biografía
Egresado de la Universidad de El Cairo con el título de doctor en medicina.
En su pasado fue activista estudiantil, luego militante islámico; desde 1971 a 2011 fue miembro de los Hermanos Musulmanes. Fue un tenaz opositor de los regímenes de Anwar el Sadat y Hosni Mubarak.
En mayo de 2012 se postuló como candidato en las elecciones presidenciales de Egipto de 2012. 